# Kammertenberg (Naturschutzgebiet)
Der Kammertenberg ist ein vom Regierungspräsidium Karlsruhe am 30. Juli 2012 durch Verordnung ausgewiesenes Naturschutzgebiet auf dem Gebiet der Stadt Mühlacker im Enzkreis in Baden-Württemberg.

## Lage und Beschreibung
Das Schutzgebiet liegt am linken Talhang des Enztals zwischen Lomersheim und Mühlhausen an der Enz am Westhang des namensgebenden Kammertenbergs. Es liegt im Naturraum Neckarbecken.
Im Zentrum des Schutzgebiets befindet sich ein mit zahlreichen Einzelbäumen bestandener Magerrasenkomplex, der von Sukzessionswald und Trockengebüsch umgeben ist. Am Oberhang finden sich einige Felsformationen, der nördlichen Teil ist teilweise mit Trockenmauern strukturiert. Das Bett der Enz und ihre Uferbereiche gehören auf einer Strecke von ca. 850 m ebenfalls zum Schutzgebiet.

## Schutzzweck
Schutzzweck des Naturschutzgebiets ist laut Schutzgebietsverordnung „die Erhaltung, Sicherung und Entwicklung des Steilhangs und des natürlichen Flusslaufs der Enz mit ihren besonderen geologischen, mikroklimatischen und landschaftsgeschichtlich bedeutsamen Eigenschaften [sowie] der Magerrasen, mageren Wiesen, Felsen, Schutthalden, Dolinen, Lesesteinriegel, Gebüsche, der in natürlicher Sukzession entstandenen Laubwälder, sowie des naturnahen Flusslaufes der Enz mit seinen Uferabbrüchen, Auskolkungen und Auen, jeweils als Einzelbildungen und als Lebensräume der vorkommenden Populationen teilweise speziell angepasster, seltener und landesweit bestandsgefährdeter Tier- und Pflanzenarten.“

## Zusammenhängende Schutzgebiete
Das Naturschutzgebiet ist Teil des Landschaftsschutzgebiets Enztalschlingen, des FFH-Gebiets Enztal bei Mühlacker und des Vogelschutzgebiets Enztal Mühlhausen-Roßwag.